# Klein-Mariazell

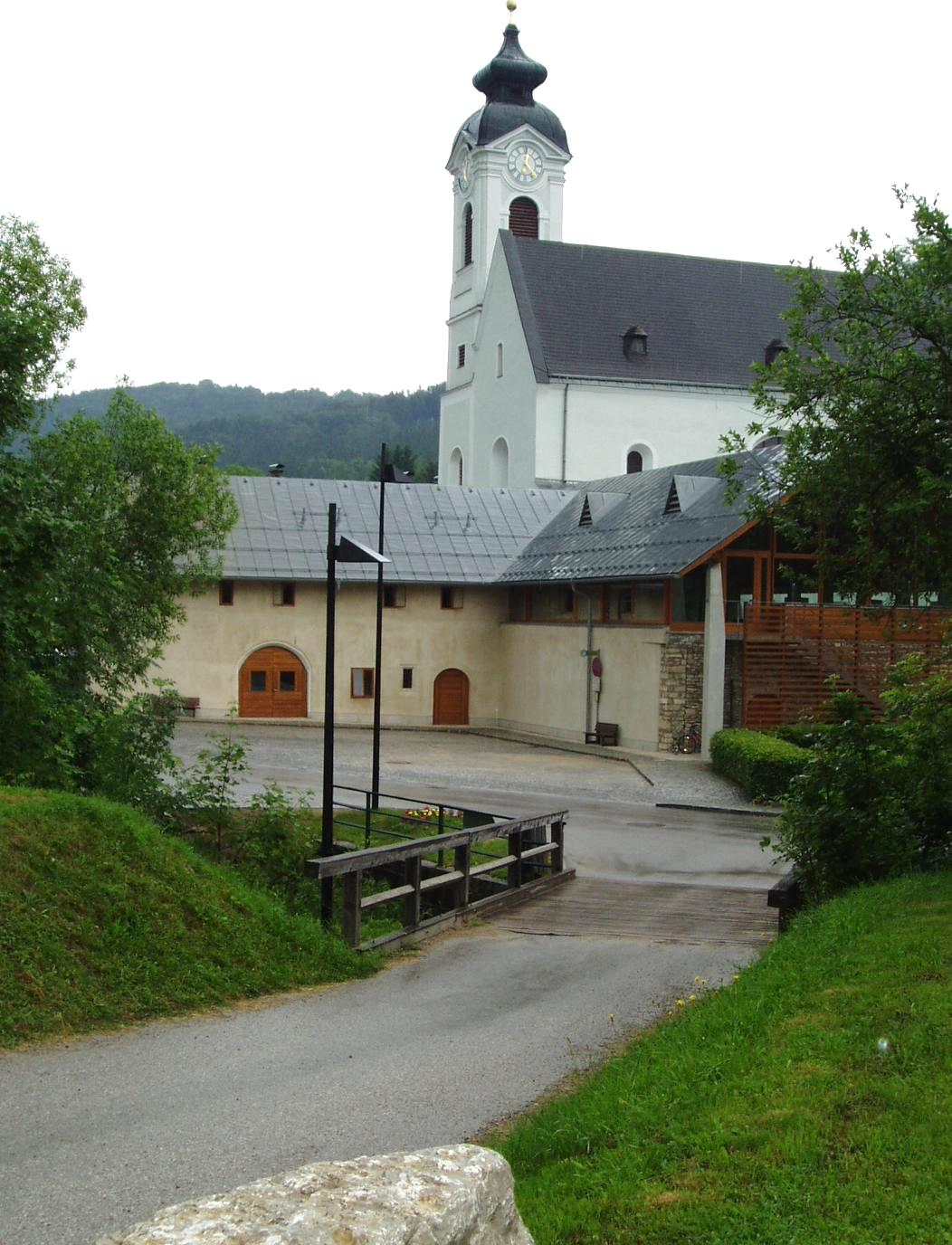
Basilika Klein-Mariazell

Klein-Mariazell ist eine Ortschaft im Wienerwald in Niederösterreich auf dem Gebiet der gleichnamigen Katastralgemeinde der Gemeinde Altenmarkt an der Triesting im Bezirk Baden.
Das ehemalige Benediktinerkloster wurde in Abgrenzung zu Mariazell in der Steiermark nach dem Herzogtum Steiermark mit Mariazell in Österreich nach dem Herzogtum Österreich bezeichnet. Das Stift Klein-Mariazell wurde 1782 aufgehoben. Die ehemalige Stifts- und heutige Wallfahrtskirche Klein-Mariazell wurde 2007 zur Basilica minor erhoben.

## Geographie
Die Rotte liegt auf 432 m ü. A. Höhe ca. 4 km nördlich von Altenmarkt in einem Seitental des Triestingtals in Richtung Klausen-Leopoldsdorf. Hier, im Wienerwald am Rande des Alpenvorlandes, findet sich eine sehr waldreiche Landschaft und ruhige Umgebung.
Das katholische Kloster liegt am alten Pilgerweg, der Via Sacra von Wien nach Mariazell in der Obersteiermark.
Der Ort besteht – abgesehen von einigen Häusern an der Straße und einer Gaststätte – ausschließlich aus den historischen Klostergebäuden.
Die Ortschaft umfasst knapp 100 Gebäude mit etwa 200 Einwohnern.
Zum Ortschaftsgebiet bzw. der Katastralgemeinde Kleinmariazell gehören auch die zerstreuten Häuser Reitel-Graben und St. Coronastraße, sowie die Einzellagen Blumauer, Brandlhof, Faschingbauer, Gadinger, Gschwender, Handlhof, Myrtl, Paarhof, Pursenhof, Stegbauer und Stieglhof.
Erreichbar ist der Ort (von Wien) über die Wiener Außenringautobahn A 21, Abfahrt Mayerling – Alland – Altenmarkt – kurz nach dem Ortsende nach rechts (Norden).
Nachbarortschaften und -katastralgemeinden
| St. Corona am Schöpfl (KG St. Corona)           | Kleinmariazellerforst (Gem. Klausen-Leopoldsdorf) | Glashütten (Gem. Alland) |
| Untertriesting (Gem. Kaumberg, Bez. Lilienfeld) | Kompassrose, die auf Nachbargemeinden zeigt       | Nöstach                  |
|                                                 | Thenneberg                                        |                          |

## Geschichte
- um 1120 – Stiftung einer Mönchszelle durch Heinrich und Rapoto von Schwarzenburg-Nöstach, in der Folge Ausbau zum Kloster mit Mönchen aus Göttweig. Förderung der Stiftung u. a. durch Markgräfin Agnes, die bisher angenommene Gründerrolle Markgraf Leopolds III. ist historisch nicht mehr haltbar.[1]
- 1782 – Das Kloster wurde im Zuge der josefinischen Reformen aufgehoben und danach von verschiedenen anderen Klöstern bzw. zuletzt durch die k.k. Staatsgüter-Administration verwaltet.
- 1825 – Es kam zur Versteigerung des Klosters und seiner Güter. Es folgten mehrere Besitzer, die das Kloster als Schloss verwendeten. Die ehemalige Stiftskirche wurde Pfarrkirche.
- 1938 – Im Adressbuch von Österreich sind ein Eier- und Butterhändler, zwei Gastwirte, ein Gemischtwarenhändler, ein Schmied, ein Trafikant und zahlreiche Landwirte verzeichnet.[2]
- 1944 – Zwischen Juli und Oktober wurden ungarische Juden als Zwangsarbeiter für die Regulierung des Baches eingesetzt.[3][4]
- 1998 – Nach Generalrenovierung durch die Erzdiözese Wien und privater und öffentlicher Unterstützung wurde die Kirche wieder ihrer Bestimmung übergeben und geweiht.
- 2005 – Einweihung des neuen Klosters der Gemeinschaft der aus Polen stammenden „Brüder-Samariter der Flamme der Liebe des Unbefleckten Herzens Mariens“, einem Zweig der „Samaritanischen Bewegung Mariens“ durch den Erzbischof von Wien. Neben dem Kirchenkomplex entsteht eine Wohnungsanlage, u. a. auch für acht Ordenspriester.
- 2007 – Am 15. November 2007 wurde die Kirche durch Papst Benedikt XVI. zur Basilica minor erhoben.

Siehe auch: Geschichte des Wienerwalds
In der Abteikirche wird der Märtyrerin Maria Restituta besonders gedacht.

## Galerie

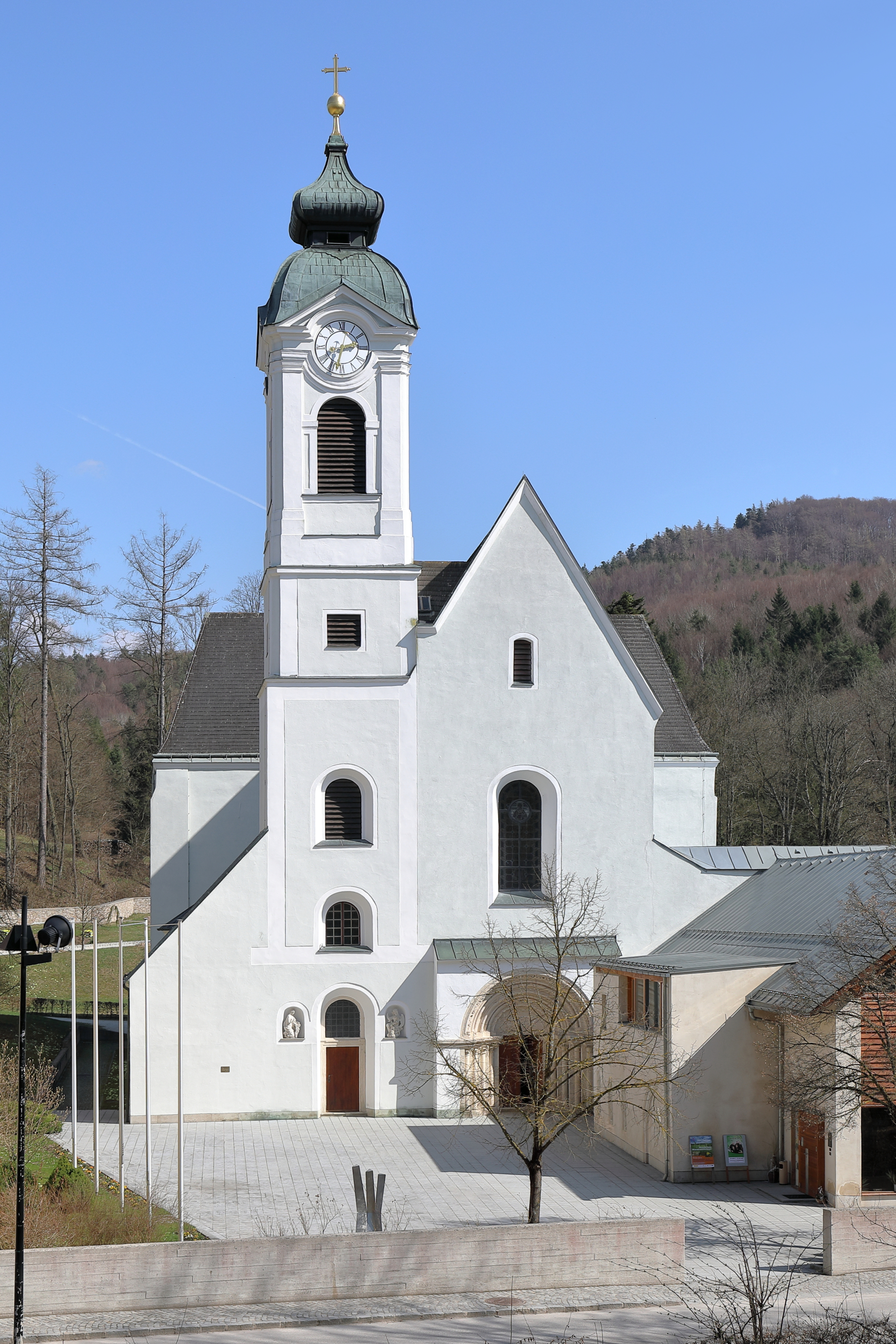
Kirchenhof
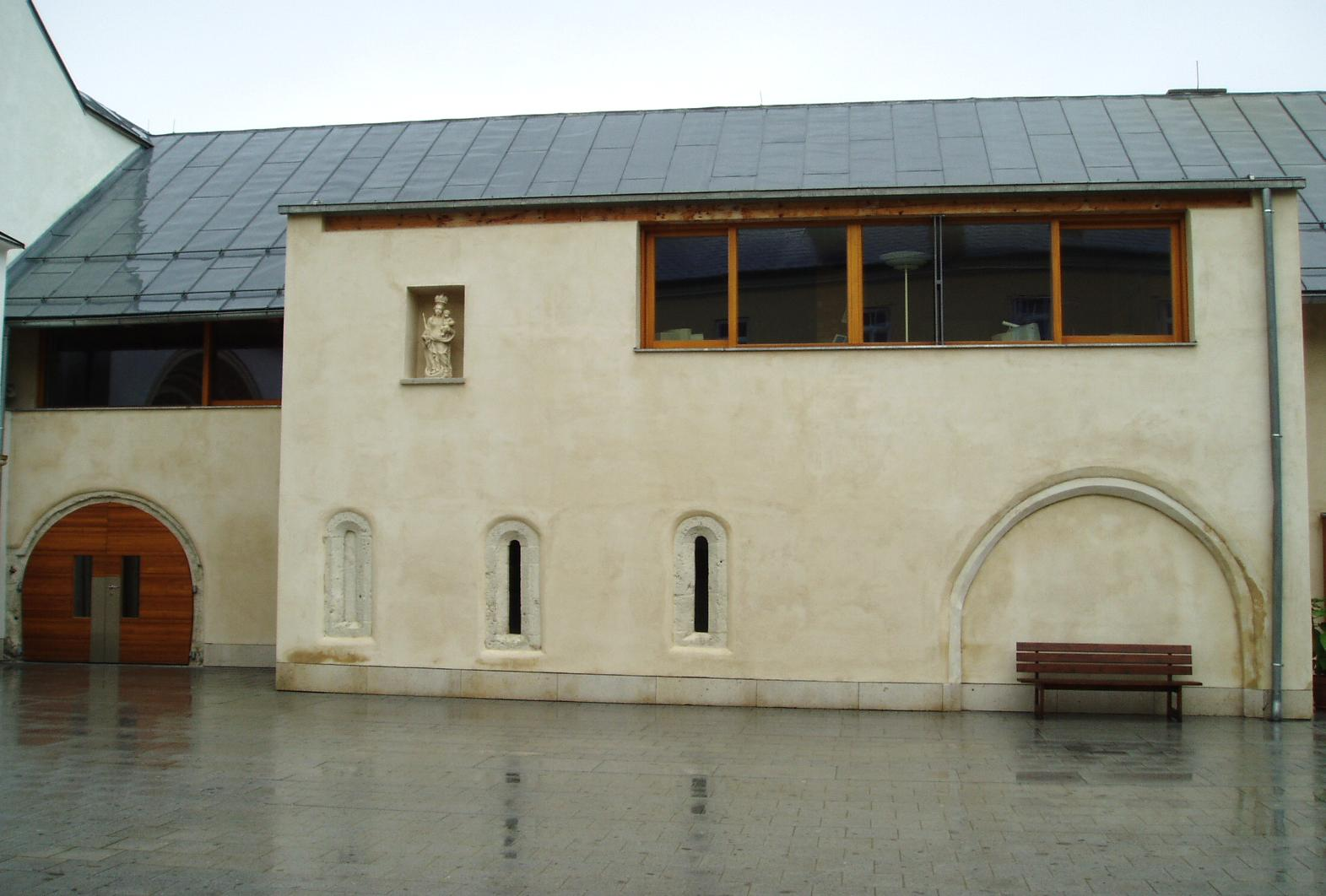
Renovierter Innenhof
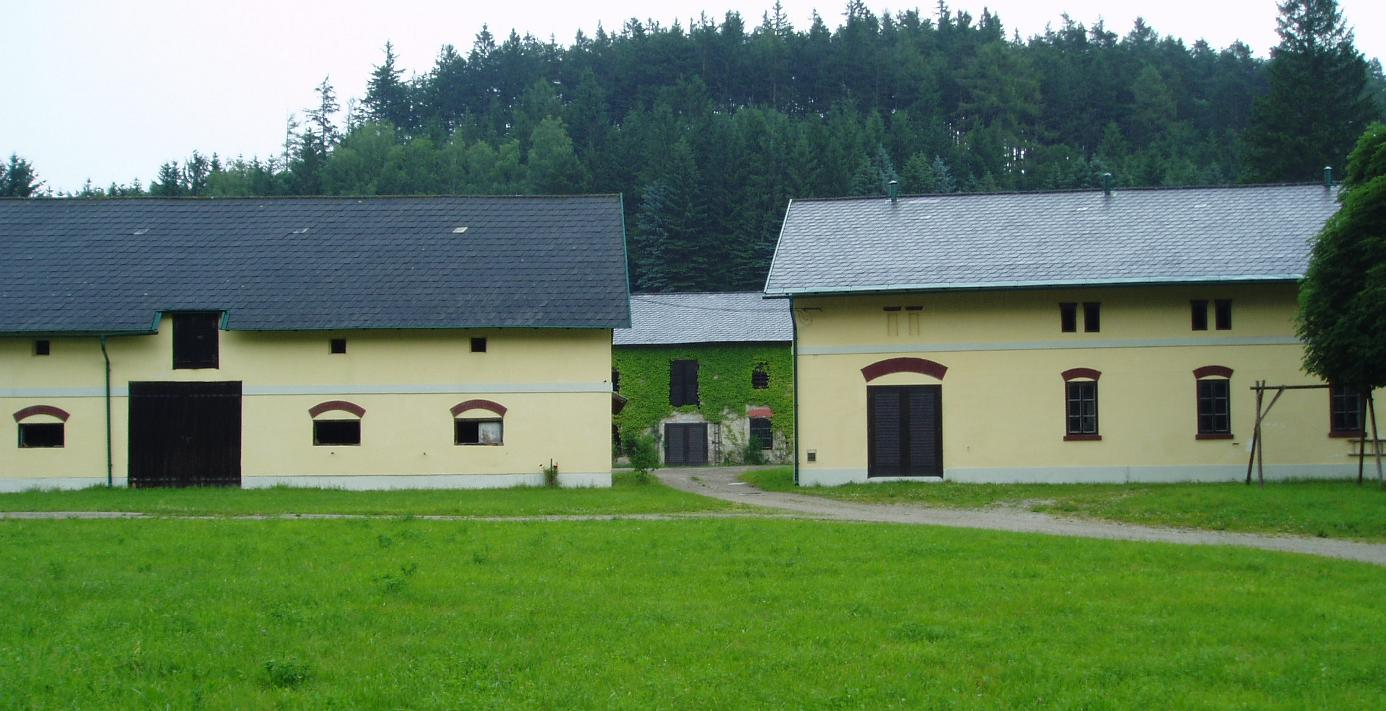
Wirtschaftsgebäude
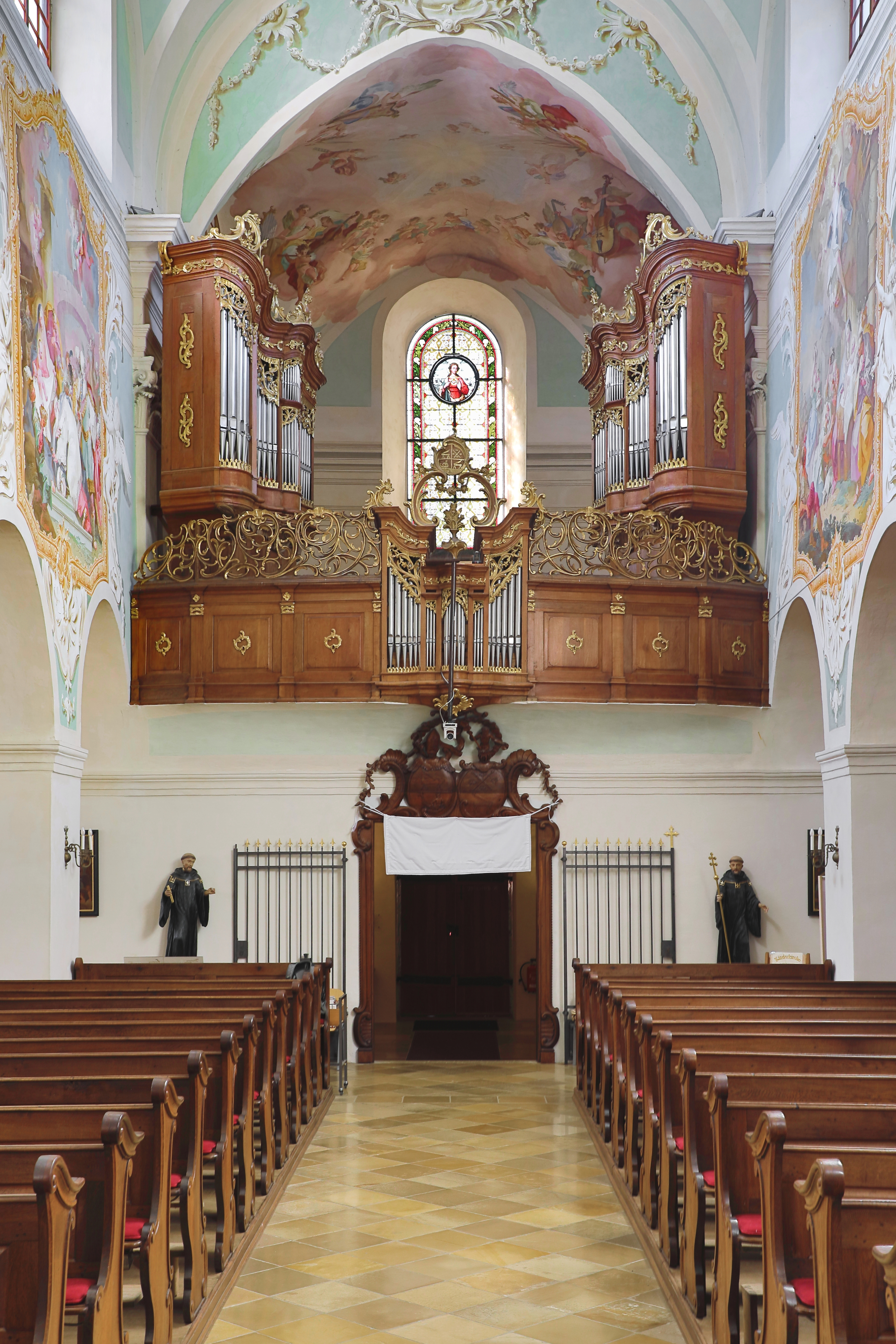
Orgel und Eingangstüre
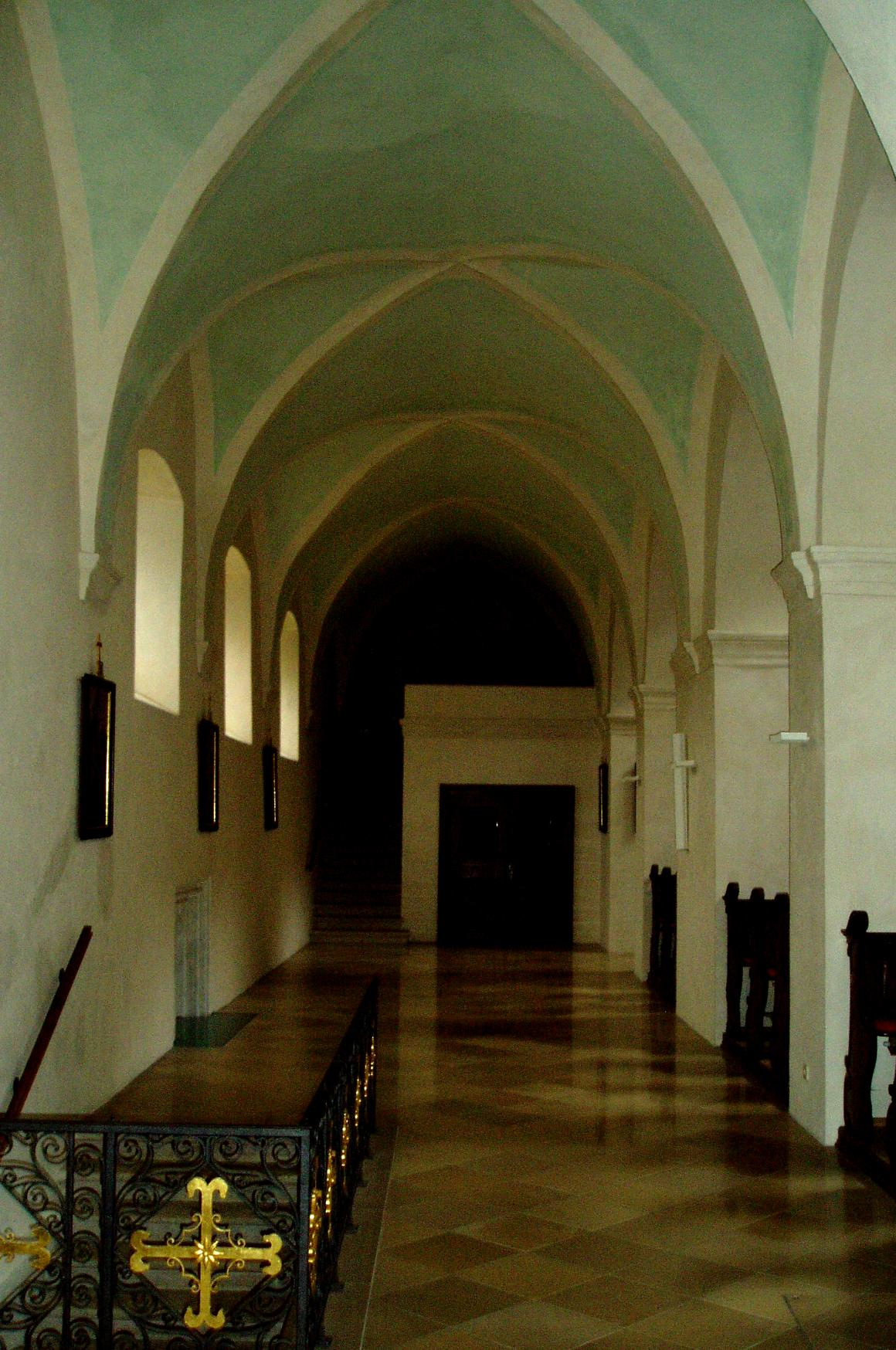
Seitenschiff
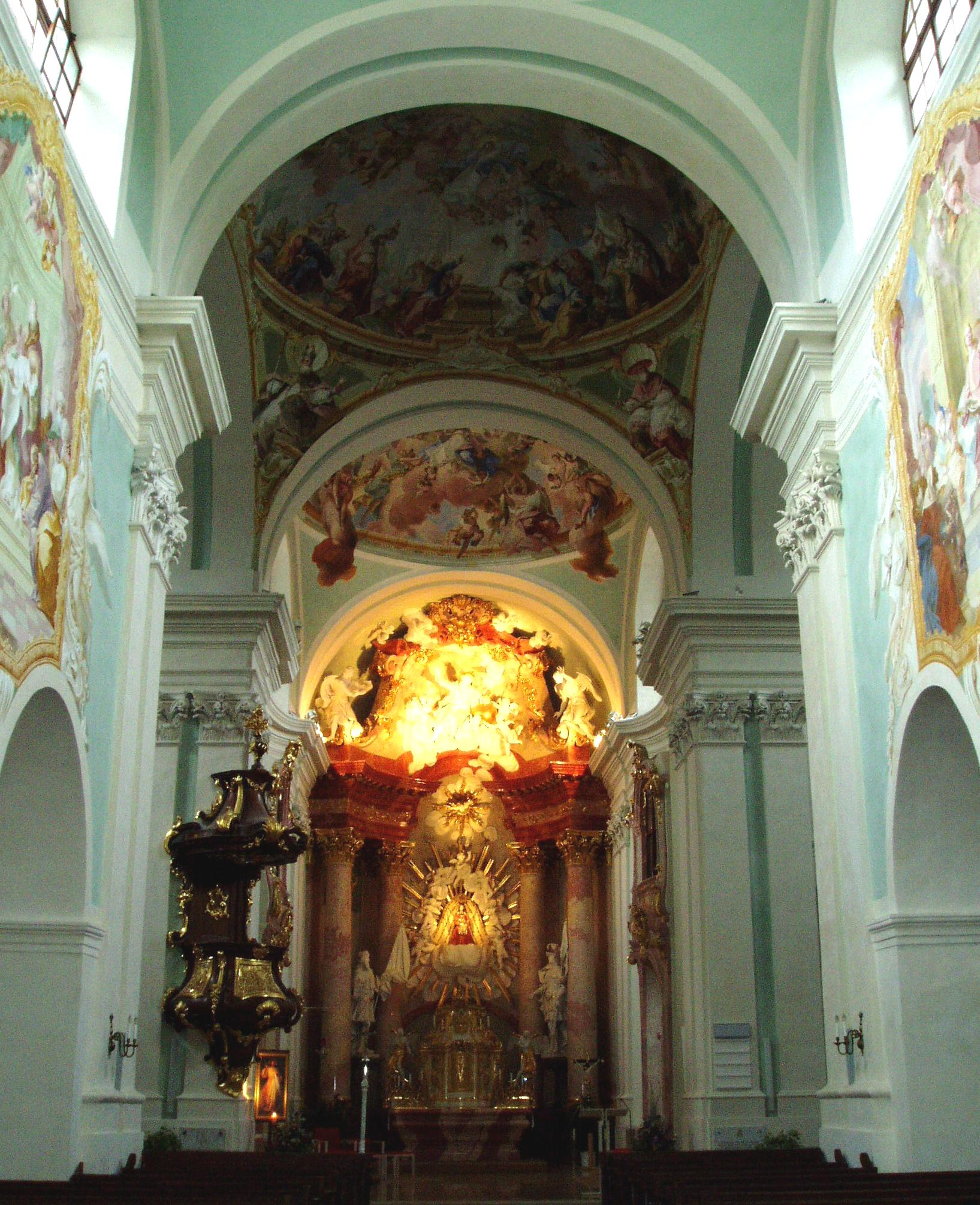
Altar